# エッカ
エッカはオーストラリアクイーンズランド州の祭りで、州都ブリスベンで毎年8月に10日間にわたり催される。正式名称はRoyal Queensland Showである。元々はブリスベン・エキシビジョンと呼ばれていたが、オーストラリア英語の長い言葉を短くする現象により、現在はエッカと呼ばれる。1876年に初めて開催された。
エッカは10日間に渡って毎年8月に、ブリスベン・シティ中心部から北に2kmの所の郊外であるボウエン・ヒルズにあるRNAショー・グラウンドで開催される。Royal National Agricultural and Industrial Association of Queensland (RNA) によって運営される。近年では60万人以上が来場するブリスベンでも人気がある祭りである。
会場へは、クイーンズランド鉄道のシティートレインが期間内だけ特別に走らせるエキシビジョン・レイルウェイ線のエキシビジョン・レイルウェイ駅でアクセスできる。シティートレインの旅客輸送は他の時にはこの線は運営しない。ブリスベン・トランスポートは特別により、シティ中心部からルート500、北の郊外ウィンザーからルート600のバスがエッカ会場へ運行される。